# Правне норме
Правне норме се могу дефинисати као правила понашања која уређују одређене односе међу људима, а која су обезбеђена државном принудом. Могу се схватити и као најпростији елементи права који се не могу разложити на простије правне елементе, неки теоретичари правну норму због те особине називају атом права. То су такође хетерономна правила, тј. обавезују без обзира на лични став онога коме су упућена о њиховој ваљаности и исправности.
Међутим, не треба их изједначавати са одређеним члановима закона или неког правног акта јер се ретко дешава да се она поклапа са једним таквим чланом. Тако, један члан садржи или део једне или више норми, а ретко потпуну правну норму.
Издавалац правне норме назива се адресант и он је тај који норму ствара и упућује другима. Они којима је правна норма упућена називају се адресати. Правна норма регулише понашање адресата.

## Елементи правне норме
Колико елемента тачно правна норма има постоје многе дебате и неслагања различитих правних теоретичара.
Учење теоретичара XIX и почетка XX века је да правна норма има само два елемента: диспозицију и санкцију. Ово схватање и данас опстаје код многих кривично правних теоретичара.
Друго посматрање је да свака правна норма има три елемента: диспозицију, санкцију и хипотезу.
У овом посматрању имамо као недостатак тога што хипотеза може бити двојака, може да се јави у облику хипотезе санкције или хипотезе диспозиције.
Све те недостатке отклонило би четвороструко посматрање правне норме где она има четири основна елемента: хипотезу санкције, санкцију, хипотезу диспозиције и диспозицију.
- Диспозиција представља суштински део правне норме, тј. правило понашања одређених субјеката. То је битан елемент без којег норма не може ни да постоји. Она у ствари представља одређену заповест која је упућена субјектима права.

- Санкција означава правило о примени принуде од стране државног органа над оним субјектом који је прекршио диспозицију и иста се примењује тек од оног момента када се субјект не понаша у складу са диспозицијом. Дакле, санкција представља део правне норме којом се предвиђају последице у случају повреде или неизвршења правне норме. Састављена је из правила понашања лица на које се односи диспозиција, тј. понашање одговарајућег државног органа према одређеном субјекту кад он не изврши ту диспозицију правне норме. Санкција се увек може извршити принудом од стране државног органа. Постоје две врсте средстава које поседује санкција. То су позитивна и негативна средства. Чешће се користе негативна средства која су у облику претње наношењем зла и веома су ефикасна.

Дакле, диспозиција и санкција правне норме представљају алтернативна правила понашања, тј. примена једног правила искључује примену другог.
Ова два елемента из којих се састоји свака правна норма могу бити примењена само када су се стекли услови за њихову примену. Ти услови су такође прописани правним нормама. Део правне норме који описује употребу правне норме назива се хипотеза. Отуда се може говорити и о додатна два елемента правне норме, а то су хипотеза диспозиције и хипотеза санкције.
- Хипотеза представља онај део правне норме који одређује околности, ситуације или чињенице које морају да постоје да би дошло до примене правне норме. Ту је могућа и хипотеза диспозиције и хипотеза санкције. 
  - Хипотеза диспозиције представља онај део правне норме који одређује чињеничну ситуацију која мора да постоји да би се применила диспозиција правне норме. Хипотеза не представља правило понашања, јер је садржана у диспозицији, већ је она опис чињеница које су услов за примену диспозиције. Пример: ”Уколико лице наврши 70 година живота следи му пензија” - да би се испунила диспозиција пензије хипотеза је да је лице навршило 70 година живота.

- - Хипотеза санкције се састоји у непоштовању диспозиције и понашању субјекта противно ономе што прописује диспозиција правне норме. За примену санкције из опште норме неопходно је дакле, постојање хипотезе санкције која одређује услове за ту примену. Међутим важно је разликовати хипотезу санкције од самог деликта. Деликт је кршење правне норме у стварности, док је хипотеза само претпоставка дела.

## Подела правних норми
Друштво ствара бројне врсте норми ради остварења различитих циљева, при чему можемо видети њихову поделу:

### Према садржини
- опште (апстрактне) правне норме - односе се на све случајеве који се могу појавити, односно на неодређени број субјеката, а примењује се на конкретан случај кад субјекат не поступа у складу са утврђеним правилима понашања. Сви законски прописи састоје се из општих правних норми, јер прописују правила која се односе на све субјекте
- појединачне (конкретне) правне норме - односе се на један конкретан случај, тј. на конкретну ситуацију.

### Према облику формулисања заповести
- наређујуће правне норме - такве правне норме којима се изричито наређује одређеном субјекту да изврши одређене радње или да се од одређених радњи уздржи. Субјекти су дужни да се понашају по оваквим нормама које су, најчешће, прописане одговарајућим правним актом. Свако друго понашање, супротно овим нормама, представља деликт и изазива правне последице у виду принудних мера које су предвиђене у санкцији.

- забрањујуће правне норме - правне норме које субјектима забрањују одређене радње и оне обично почињу са речима „забрањено је“
- овлашћујуће правне норме - норме којима се дају овлашћења физичким и правним лицима да могу да обављају одређене радње, с тим што ако их не врше, за то нису предвиђене никакве последице.

### Према значају правила понашања
- императивне (присилне) правне норме којима се субјекти изричито обавезују на одређену радњу, или им се забрањује, односно наређује уздржавање од одређене радње, и субјекти не могу својом вољом да искључе примену ових норми
- диспозитивне (допунске) правне норме се сматрају таквим нормама које се примењују када их субјекти нису уговором, односно споразумом, искључили.

### С обзиром на адресате
- опште правне норме - које се упућују свим грађанима
- посебне правне норме - које се упућују само групи грађана
- појединачне правне норме - које се упућују појединцу или броју појединаца, али је карактеристично да решавају неки посебан случај.

Постоје још неке поделе правних норми
Према субјектима који их стварају
- државне
- недржавне (стварају их други друштвени субјекти)

Према начину изражавања
- писане
- неписане

Према начину настанка
- обичајне
- постављене

Према државним делатностима и органима који стварају државне норме
- уставне и законодавне
- норме шефа државе
- норме владе
- судске и управне норме

Према предмету регулисања
- уставне
- грађанске
- породичне
- управне
- финансијске
- радне
- кривичне
- итд.

## Стварање правне норме
Стварање правне норме може бити непосредно, при чему законодавац, стварајући правну норму, њој даје садржај који не налазимо ни у једној друштвеној норми. Такође, може бити и посредно, када законодавац норми даје садржај који већ налазимо у некој друштвеној норми, и тиме га ставља у правну сферу.

## Дејство правне норме у простору и времену
Правило је да прописи одређене државе важе на њеној територији. То је принцип територијалног важења правних норми који може имати изузетак.
Осим територијалног, значајно је и временско дејство правних норми. Почетак деловања правне норме се установљава из саме норме у којој је назначено када иста ступа на снагу (може да ступи на снагу одмах на дан објављивања или после одређеног времена).
С обзиром на моменат када правне норме престају да важе, деле се на оне које важе на одређено и неодређено време. Знатно је више оних које важе на неодређено време и теже је утврдити њихово завршно дејство. По правилу, каснији закон укида ранији и то се најчешће назначава и у самом новијем закону.
У праву се јавља проблем тзв. ретроактивности правних норми. Правне норме немају ретроактивну повратну снагу, већ су донете за будућности и примењиваће се само на будуће случајеве. У пракси је било примера правних норми са повратним дејством, али то су изузеци.

## Два принципа важења правне норме
- принцип територијалности - правна норма важи на територији неке државе и примењује се на све њене грађане
- принцип персоналности - правна норма се примењује на правне субјекте који су држављани неке државе

Најчешће се примењује принцип територијалности, али постоји низ ситуација када се примењује и принцип персоналности. Честа је и употреба комбинације ова два принципа.